# 桑托约
桑托约，是西班牙卡斯蒂利亚-莱昂帕伦西亚省的一个市镇。 总面积35平方公里，总人口281人（2001年），人口密度8人/平方公里。